# 纳瓦哈斯
纳瓦哈斯，是西班牙瓦伦西亚自治区卡斯特利翁省的一个市镇。总面积8平方公里，总人口564人（2001年），人口密度71人/平方公里。